# Philemon citreogularis
El filemón goligualdo o filemón chico (Philemon citreogularis) es una especie de ave paseriforme de la familia Meliphagidae propio de Australia y Nueva Guinea.

## Descripción
El filemón goligualdo tiene una longitud de entre 25 y 30 cm. El tamaño promedio tiende a ser de 27 cm con un peso de 67 gramos. Aunque los machos y las hembras tienden a ser muy similares en apariencia, los machos son más grandes. Se puede distinguir fácilmente de otros filemones por la ausencia de casco (una cresta o protuberancia presente en el pico). Otra característica clave reconocible es la piel azul desnuda presente debajo del ojo que se ensancha sobre la mejilla. La parte superior del cuerpo y la cabeza son de color marrón grisáceo oscuro con una franja blanca opaca en la nuca que fluye alrededor de un parche ancho en el lado del cuello y las partes inferiores son de color gris claro.

## Distribución
Se distribuye principalmente en el norte y este de Australia, desde el extremo oeste de Australia Occidental (en la región de Kimberley), la parte norte del Territorio del Norte, la mayor parte de Queensland (yendo tan al interior como Mount Isa y Opalton), Nueva Gales del Sur, el norte de Victoria, el Territorio de la Capital Australiana, hasta el extremo sureste de Australia Meridional. También están presentes en el sur de Nueva Guinea y en una variedad de islas adyacentes a Australia.